# Cleithracara maronii
Cleithracara maronii is een straalvinnige vissensoort uit de familie van cichliden (Cichlidae). De wetenschappelijke naam van de soort werd als Acara maronii in 1881 gepubliceerd door Steindachner. In de aquariumhobby staat deze soort bekend als sleutelgatcichlide